# Operacja Achilles
Operacja Achilles – operacja wojskowa prowadzona w dniach 6 marca – 30 maja 2007 roku w afgańskich prowincjach Helmand i Herat przez siły ISAF, przeciwko talibom. Operacja była największą zbrojną akcją przeprowadzoną przez NATO w Afganistanie od inwazji 7 października 2001. W operacji brało udział 80 polskich komandosów z GROM-u, którzy głównie przeczesywali kryjówki Talibów.

## Operacja
Początek operacji ogłoszono 6 marca, lecz pierwsze wiadomości o walce z talibami pochodzą dopiero z 16 marca, kiedy to amerykański generał Dan McNeill podał, że siły sojuszu zostały zaatakowane przez bojowników talibskich. Gwałtowne walki zaczęły się 3 kwietnia. W następnych dniach po kolejnych ofiarach cywilnych z ewidentnej winy wojsk ISAF protesty nasiliły się. Okazało się, że pomylono cele i zamiast ostrzeliwać pozycje talibskie, strzelano do bezbronnych cywilów. W tym samym czasie w prowincji Herat amerykańskie siły lotnicze ostrzelały wioski zajęte przez talibów. Zginęło dwóch bojowników, a kontrolę w prowincji przejęło ISAF. W samej prowincji Herat w wyniku walk zginęło 87 talibów. 
Tymczasem w prowincji Helmand walki trwały dalej. 12 maja został zabity talibski dowódca mułła Dadullah.
W sumie, jak poinformowano 30 maja 2007 po zakończeniu operacji, zginęło około 1000 talibów, 28 pochwycono; po stronie NATO zabitych zostało 35 żołnierzy.